# Филипински комонвелт
Филипински комонвелт (Шпански: Mancomunidad de Filipinas; Тагалог: Komonwelt ng Pilipinas) је била територија и комонвелт САД-а. Комонвелт је заузимао територију данапњих Филипина и постијао је од 1935. до 1946. године. Комонвелт је настао као транзиција за пуну независност Филипина, али спољашње односе државе су и даље контролисале САД.
Током свог постојања комонвелт је имао јаку извршни власт, као и врховни суд. Законодавна власт, коју је доминирала Национална партија, прво је била једнодомна, али је каснија постала  дводомна. Тагалог, језик најчешће говорен у Манили и њеној околини, је 1937. постао државни језик. Женско право гласа је било уведено, а економија се опоравила до нивиа пре велике депресије. Кратки период егзила је проглашен између 1942. и 1945. када је Јапан окупирао државу.
Комонвелт је укинут 1946. године, где су Филипини потом добили пуну независност.